# Seymouriamorpha
I seymouriamorfi (Seymouriamorpha) sono un piccolo gruppo di tetrapodi (vertebrati dotati di quattro zampe), forse appartenenti ai rettiliomorfi. Vissero tra il Carbonifero superiore e il Permiano superiore (circa 305 - 255 milioni di anni fa) e i loro resti fossili sono stati ritrovati in Europa, Nordamerica e Asia. 

## Descrizione
Questi animali variavano molto per quanto riguarda la taglia: potevano essere lunghi circa 30 centimetri negli esemplari più piccoli o misurare oltre un metro. Anche l'aspetto doveva variare: alcune forme assomigliavano alle attuali salamandre, mentre altre (dotate di forti zampe) assomigliavano più a tozze lucertole. Molti seymouriamorfi erano terrestri o semiacquatici; sono stati rinvenuti fossili di larve essenzialmente acquatiche, che possedevano branchie esterne e scanalature del sistema della linea laterale, e ciò indica che i seymouriamorfi avevano una vita anfibia.
I seymouriamorfi possedevano una particolare struttura delle vertebre, con intercentri molto ridotti. I pleurocentri, almeno nelle forme adulte, erano fusi agli archi neurali; questi ultimi erano estremamente ampi ed espansi dorsalmente, o rigonfi, con zigapofisi quasi piatte. Questo tipo di struttura vertebrale è presente anche in altri tetrapodi ritenuti vicini all'origine degli amnioti, come i diadectidi, Limnoscelis e Tseajaia.

## Classificazione
I seymouriamorfi sono considerati dalla maggior parte degli studiosi un gruppo di rettiliomorfi, vicini all'origine degli amnioti. Alcune analisi, tuttavia, sembrano suggerire che questi animali fossero tetrapodi basali, non più vicini agli amnioti di quanto non fossero vicini agli anfibi attuali. Le presunte affinità vertebrali riscontrate con i diadectomorfi potrebbero essere frutto di una convergenza evolutiva dettata da fattori ambientali ed ecologici, mentre la struttura degli arti e il numero delle falangi (pressoché identico a quello di embolomeri, gefirostegidi e amnioti basali) potrebbe effettivamente essere una caratteristica condivisa (sinapomorfia); la condizione degli arti richiama inoltre quella dell'antico Tulerpeton, e potrebbe indicare che l'origine di tutti questi gruppi risalga addirittura al Devoniano.
In ogni caso, i seymouriamorfi comprendono alcune forme basali poco conosciute (tra cui Enosuchus e Utegenia) e altre forme via via più derivate, comprendenti Kotlassia, Karpinskiosaurus, Discosauriscus e Seymouria.

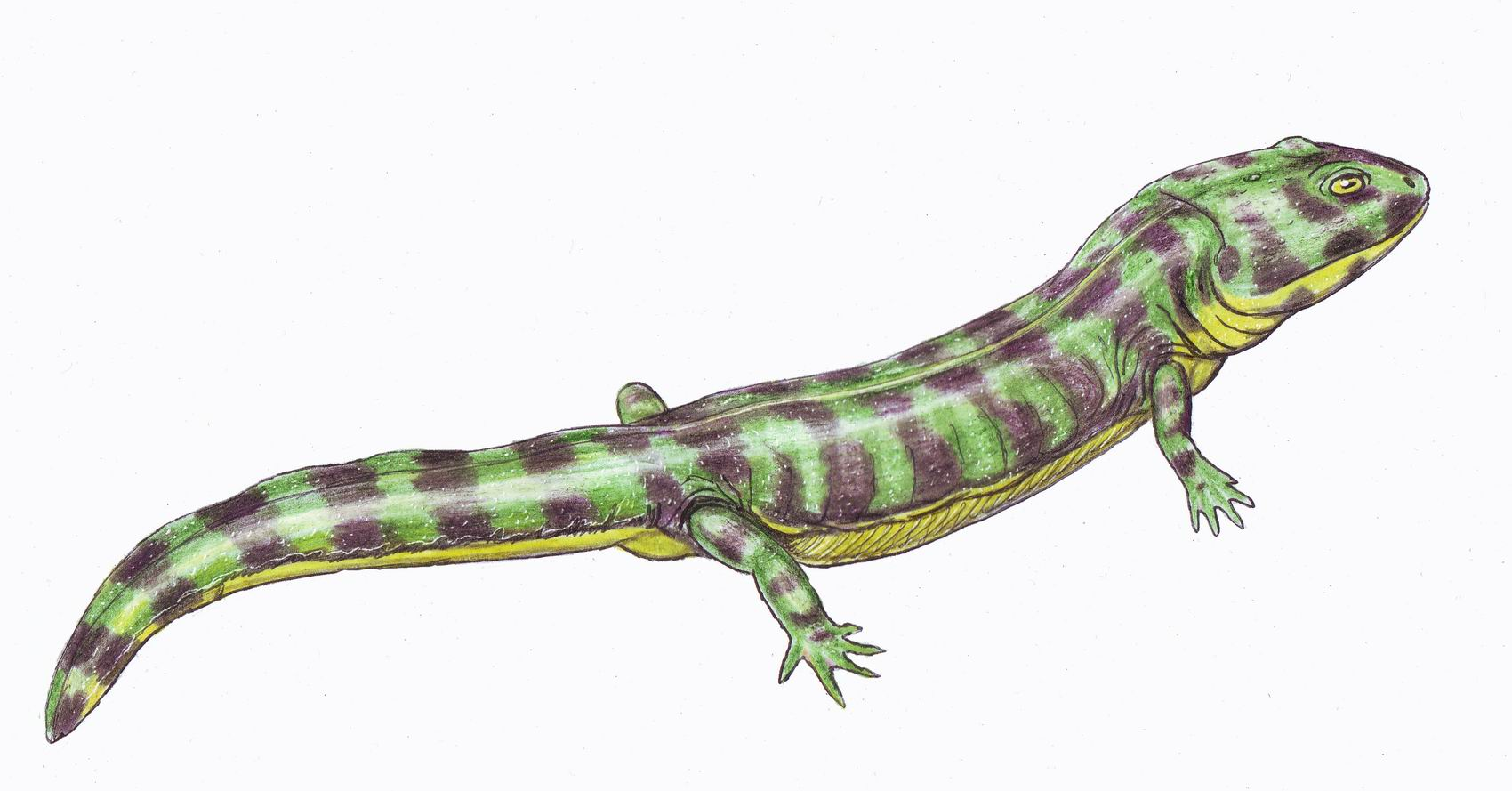
Enosuchus breviceps

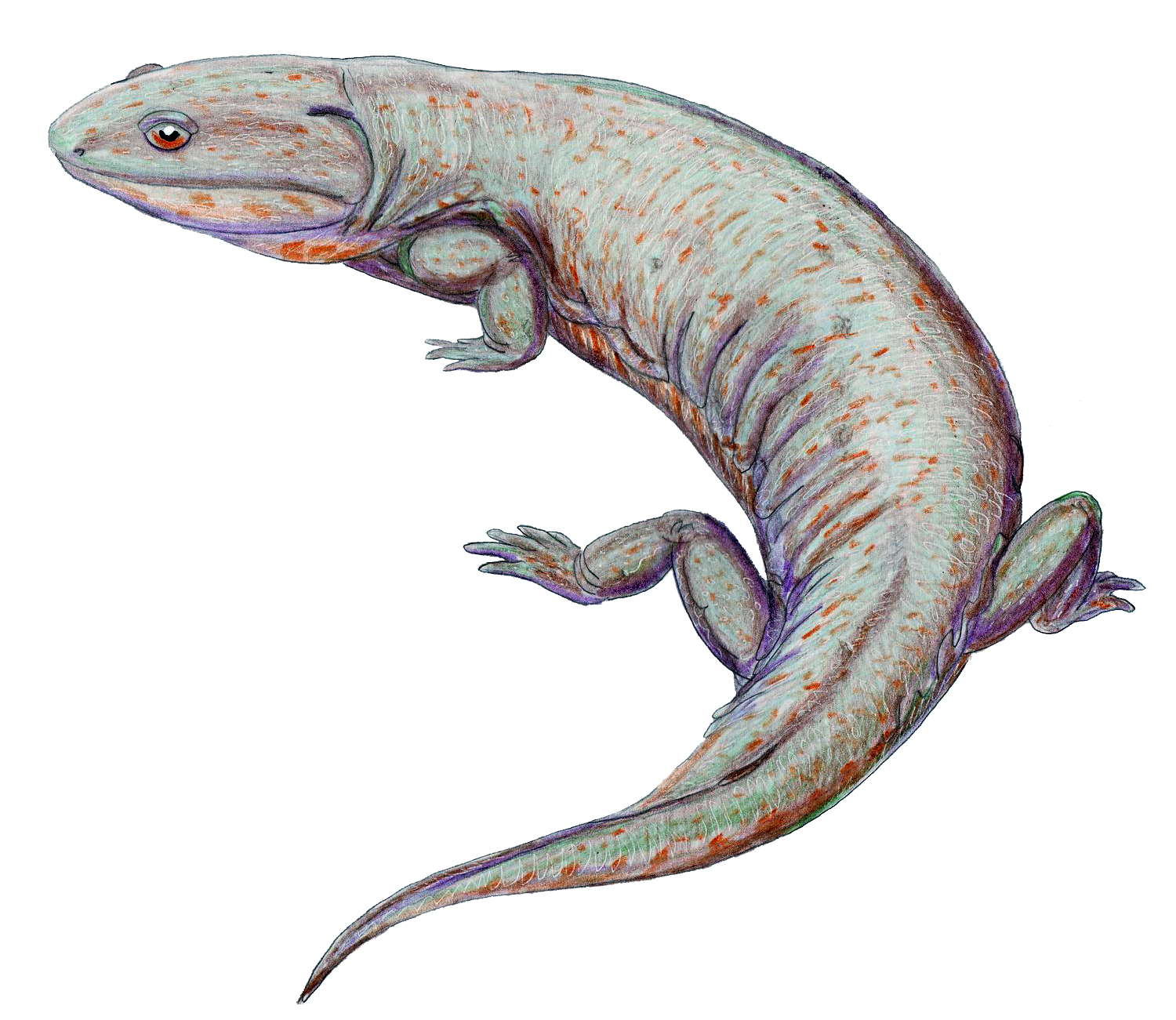
Kotlassia prima

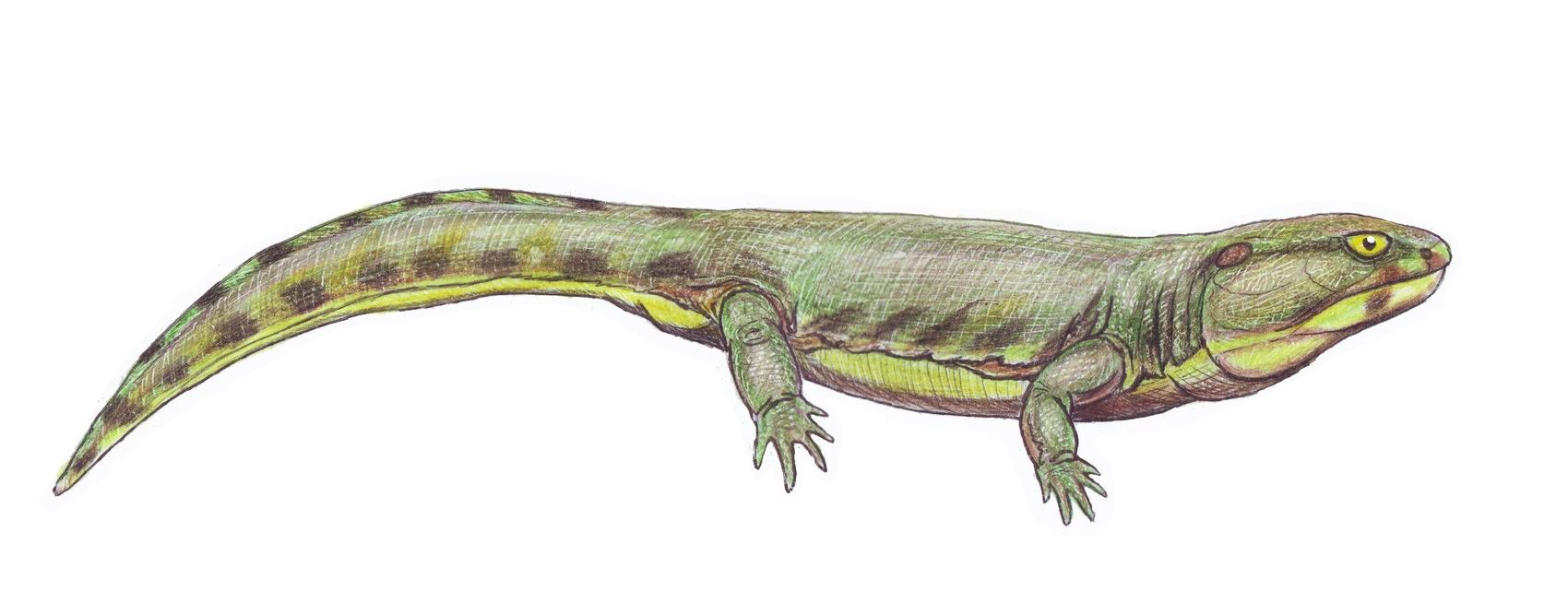
Karpinskiosaurus secundus

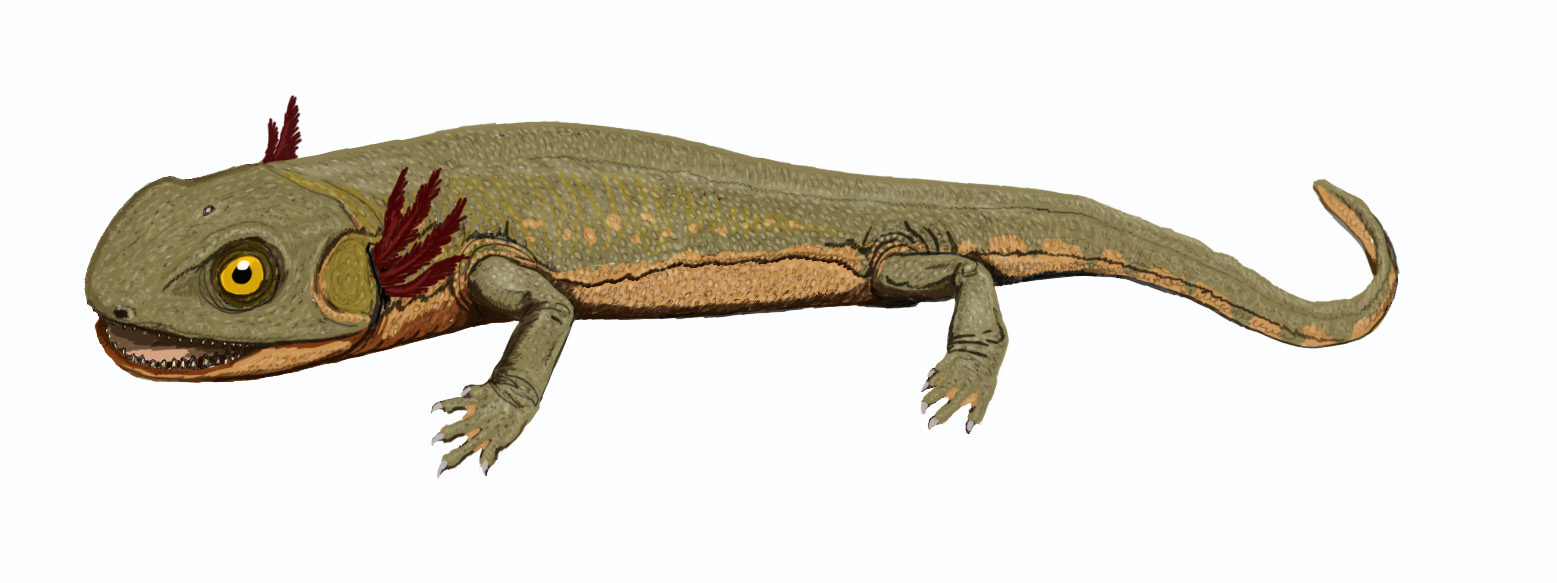
Discosauriscus pulcherrimus

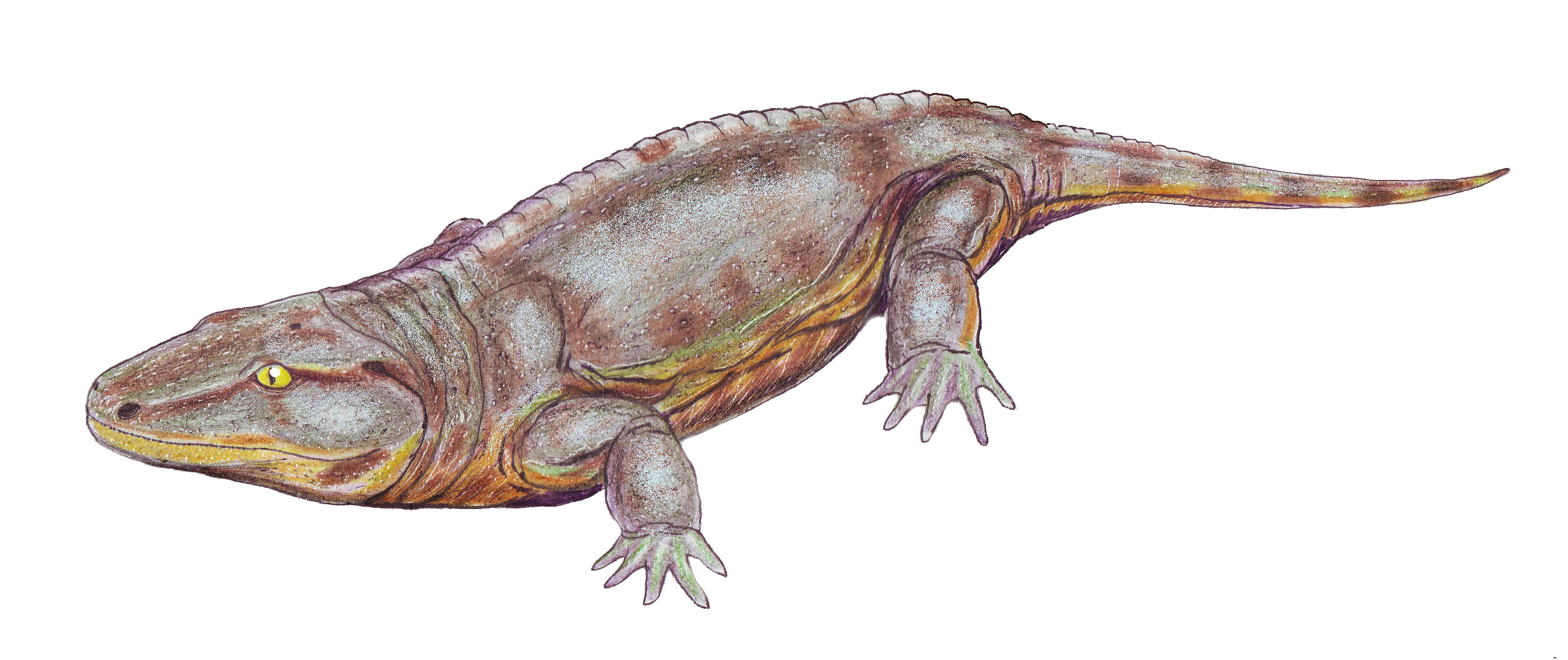
Seymouria baylorensis

### Tassonomia
- Reptiliomorpha
- Ordine Seymouriamorpha
  - Biarmica
  - ?Enosuchus
  - ?Kitiakia
  - Kotlassia
  - Leptoropha
  - Microphon
  - Nyctiboetus
  - Utegenia
  - Waggoneria
  - Famiglia Karpinskiosauridae
    - Karpinskiosaurus

  - Famiglia Discosauriscidae
    - Ariekanerpeton
    - Discosauriscus
    - Makowskia
    - Spinarerpeton

  - Famiglia Seymouriidae
    - Seymouria

## Evoluzione
L'origine dei seymouriamorfi deve essere avvenuta nel corso del Carbonifero, circa 330 - 320 milioni di anni fa), ma in questo intervallo geologico non è stato ritrovato alcun fossile degno di nota. I più antichi seymouriamorfi noti, gli asiatici Ariekanerpeton e Utegenia, sono stati ritrovati in terreni che risalgono alla parte terminale del Carbonifero e alla parte basale del Permiano. Nel corso del Permiano i seymouriamorfi andarono incontro a una discreta radiazione evolutiva, occupando diverse nicchie ecologiche: vi furono forme acquatiche e terrestri, anche se sembra che la maggior parte dei seymouriamorfi fosse acquatica allo stadio larvale e giovanile. Gli ultimi seymouriamorfi noti (Kotlassia, Karpinskiosaurus) risalgono alla fine del Permiano.